# Judenjagd

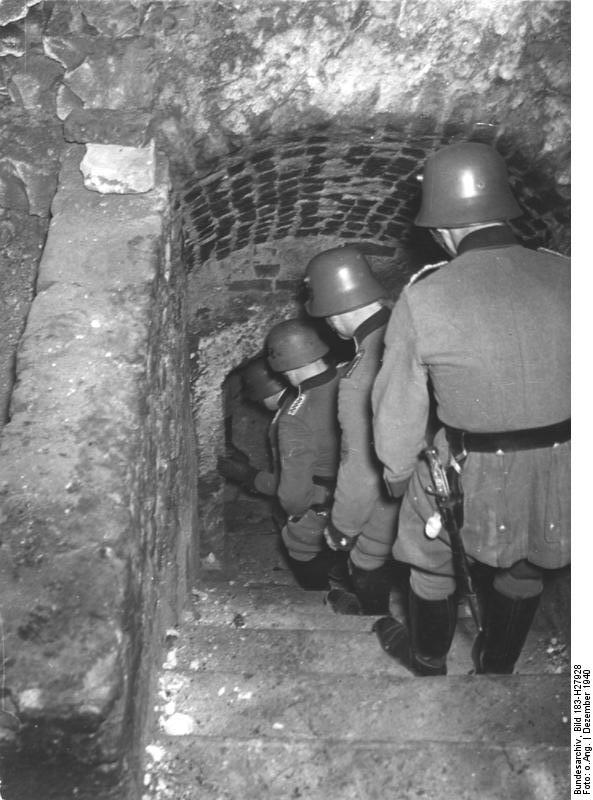
La police allemande, descend des escaliers dans la ville souterraine pour démanteler un entrepôt juif, Ghetto de Lublin, 1940.

Judenjagd (en français : « Chasse aux juifs ») est un terme allemand désignant les recherches menées par les nazis à partir de 1942, afin de traquer les Juifs se cachant dans la Pologne occupée par les Allemands lors de la Shoah polonaise. Le terme a été introduit par Christopher R. Browning. Les perquisitions ciblaient principalement les Juifs cachés par les Polonais et ceux ayant fui dans les forêts ou campagne polonaises - généralement des évadés des liquidations des ghettos ou des déportations vers les camps de concentration nazis,. 
Selon certaines estimations, jusqu'à 200 000 Juifs pourraient avoir été tués, morts de faim, ou livrés aux Allemands,. À partir d'octobre 1941, les personnes aidant les Juifs sont condamnés à mort par l'occupant (en),.   